# Viktor Matvijenko
Viktor Matvijenko (Zaporozje, 9 november 1948 - 29 november 2018) was een Oekraïens voetballer en kwam als speler nog uit voor de Sovjet-Unie.

## Biografie
Matvijenko werd geboren in Zaporozje, het huidige Zaporizja, en begon ook daar zijn carrière bij de plaatselijke club Metalloerg. Van 1970 tot 1977 speelde hij voor Dinamo Kiev en werd er vier keer landskampioen mee, won in 1974 de beker en in 1975 de Europacup II. Hij speelde dertig Europese wedstrijden met Dinamo.
Hij speelde in 1971 en 1972 voor het nationale elftal. Hij maakte zijn debuut op 14 juni 1971 in een vriendschappelijke wedstrijd tegen Schotland. Hij zat in de selectie voor het EK 1972, waar zijn team de zilveren medaille behaalde, echter zonder dat hij ingezet werd. In 1976 won hij met de olympische selectie  brons op de Olympische Spelen in Montreal.
Na zijn spelerscarrière werd hij trainer.
Hij overleed op 70-jarige leeftijd.